# Tiden (Zeitschrift)
Tiden (deutsch: die Zeit) ist eine schwedische Zeitschrift, die 1908 vom späteren Premierminister Hjalmar Branting gegründet wurde. Es ist ein sozialdemokratisches Ideen- und Debattenmagazin, das viermal im Jahr erscheint. Der Inhaber der Zeitschrift ist die Stiftung Tankesmedjan Tiden, die 2006 von der schwedischen Sozialdemokratischen Arbeiterpartei, der Nationalen Union der Arbeitergewerkschaften und der Arbeiterbildungsunion gegründet wurde.
Bekannte Mitarbeiter waren beispielsweise der ehemalige Finanzminister Ernst Wigforss, der Zeitungsredakteur Ole Jödahl und der ehemalige Reichstagspräsident Björn von Sydow. Die letzten Chefredakteure waren Anne-Marie Lindgren, Nina Wadensjö, Tommy Svensson, Bo Bernhardsson, Daniel Suhonen, Jesper Bengtsson und Daniel Färm. Der derzeitige Chefredakteur seit März 2019 ist Payam Moula.